# Sam Lipsyte
Sam Lipsyte (New York, 1968) è uno scrittore statunitense.
Figlio di Robert Lipsyte, è autore di quattro libri: Venus Drive, The Subject Steve, Il bazooka della verità (Home Land) e La parte divertente. Nel 2000 la raccolta di racconti Venus Drive è stata definita uno dei migliori venticinque libri dell'anno dal Voice Literary Supplement. I suoi scritti sono apparsi anche su Open City, sul New York Times Book Review, Slate, The Quarterly, Mother Jones, Nerve, Spin e Minus Times. Ha lavorato come editore per il giornale online Feed, come direttore della rivista letteraria Fence,  come frontman di un gruppo noise-rock e come telefonista in un call center.
Le sue opere sono caratterizzate da situazioni, sentimenti appropriati in momenti inappropriati. Lipsyte ora risiede ad Astoria, nel Queens, a New York.
I suoi libri sono pubblicati in italiano da minimum fax di Roma.

## Romanzi
- Venus Drive, minimum fax, Roma, 2005
- Il bazooka della verità, minimum fax, Roma, 2006
- Chiedi e ti sarà tolto, minimum fax, Roma, 2011
- La parte divertente, minimum fax, Roma, 2014
- Hark, minimum fax, Roma, 2020